# Corringham

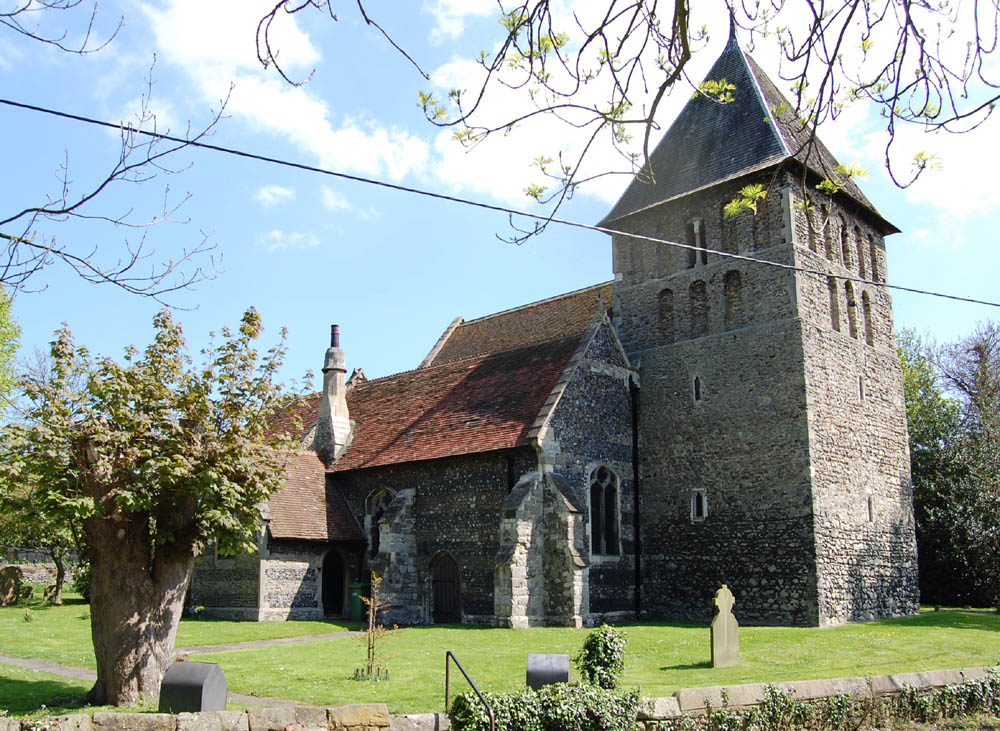
Igreja de Corrigham

Corringham é uma cidade no condado de Essex, a leste do borough de Thurrock a sudeste da Inglaterra, no Reino Unido. O nome da cidade se originou do nome Curra, um chefe saxão, seguido dos sufixos -ing para seguidores e -ham para lar. A cidade é uma das paróquias tradicionais da Igreja da Inglaterra e também é a cidade do baixista Dougie Poynter, da banda inglesa McFly.